# Bulbophyllum papilio
Bulbophyllum papilio är en orkidéart som beskrevs av Johannes Jacobus Smith. Bulbophyllum papilio ingår i släktet Bulbophyllum och familjen orkidéer. Inga underarter finns listade i Catalogue of Life.